# Chrysopa reichardti
Chrysopa reichardti là một loài côn trùng trong họ Chrysopidae thuộc bộ Neuroptera. Loài này được Bianchi in Martynova & Bianchi miêu tả năm 1931.